# Pont de Cân Tho
Le pont de Cân Tho (Cầu Cần Thơ en vietnamien) est un pont à haubans construit sur un bras du Mékong, le Bassac (ou Hau Giang), près de la ville de Cần Thơ au Viêt Nam. Avec une portée principale de 550 m, il est le plus grand pont à haubans d'Asie du Sud-Est.
Le coût total du pont a été évalué à 342,6 millions de dollars américains. Sa construction a commencé en 2004 et aurait dû être terminée en 2008. Le 26 septembre 2007, une de ses rampes d'accès s'est effondrée au cours de sa construction, tuant 52 personnes et en blessant 174 autres. Il a été inauguré le 24 avril 2010.

## Descriptif

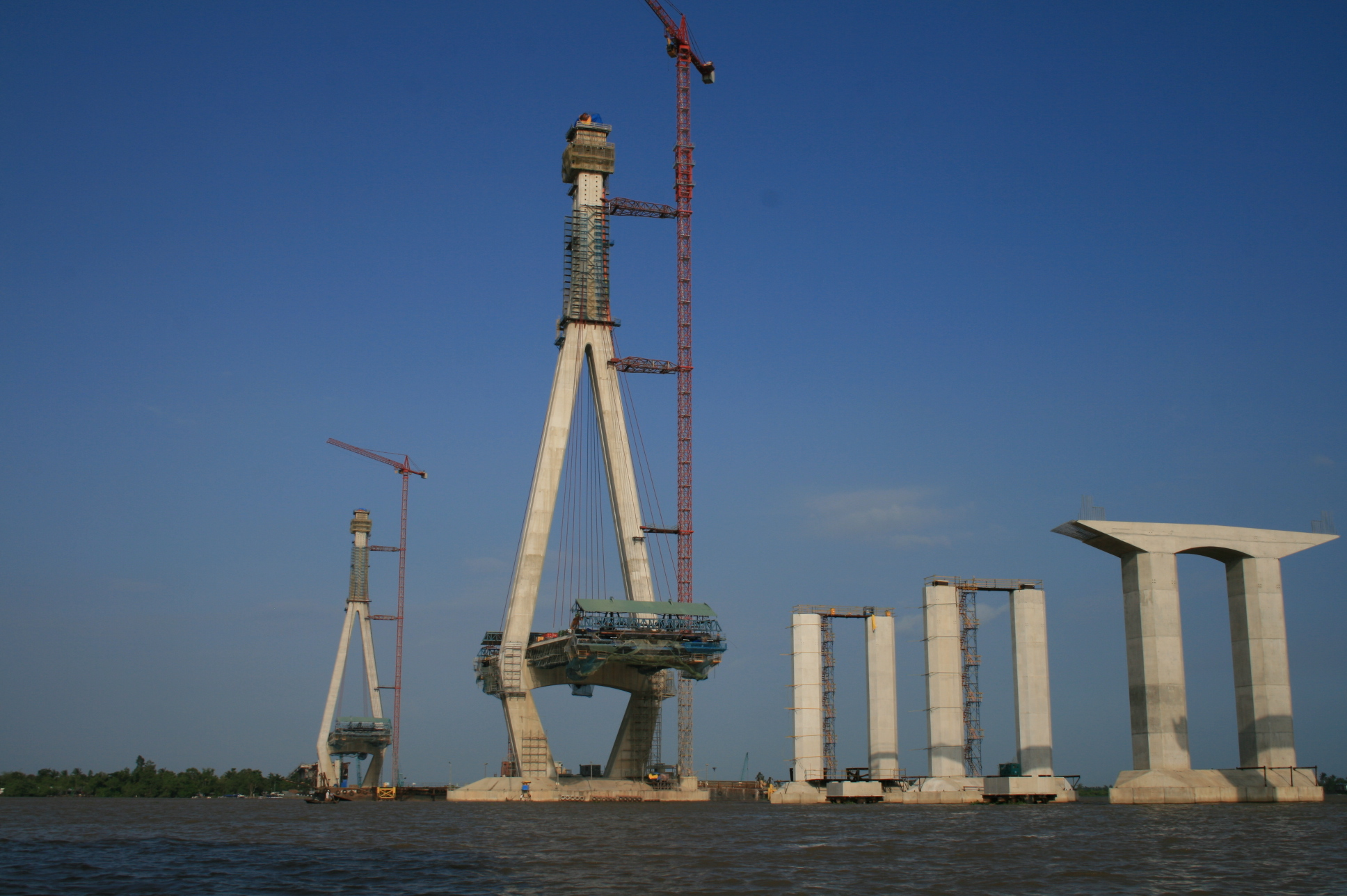
Pont de Cân Tho en construction, 2007

Le pont de Cân Tho a été financé en grande partie par des fonds de l'Agence japonaise de coopération internationale en vue d'un développement socio-économique de la ville de Cần Thơ avec la partie Sud du pays, séparés par le Bassac qui forme avec le Mékong un obstacle pour le transport terrestre. Il remplace alors le ferry qui permettait aux habitants de traverser le fleuve. Situé sur la route nationale 1A, l'ouvrage dispose de quatre voies automobiles et de deux voies piétonnes pour une largeur de 23,10 m, le tirant d'air maximal est de 39 m pour permettre le passage de navires de tailles importantes et les pylônes culminent à 174,30 m de hauteur.
Le premier ministre Nguyễn Tấn Dũng a assisté à l'inauguration et affirmé que le pont a levé la dernière entrave à la circulation nord-sud le long de la route nationale 1A.

## L'effondrement d'une travée d'accès
Le 26 septembre 2007 à 8h30 du matin heure locale, une travée du viaduc d'accès de 90 m de longueur s'effondre d'une hauteur de 30 m, alors que quelque 120 ouvriers travaillent sur l'ouvrage et une centaine au sol. L'accident cause la mort de 52 personnes et en blesse 174 autres, dont 17 gravement, beaucoup d'ouvriers étant restés prisonniers sous les décombres. Les causes de la catastrophe ne sont pas encore clairement établies[réf. nécessaire], la thèse officielle mentionne que la pluie aurait affaibli les fondations et causé l'effondrement de l'étaiement provisoire, une autre thèse évoque que la travée a été décoffrée trop tôt, après seulement deux jours de séchage.
Selon le Dr Chen Chung, chef de la construction nationale QA/QC, autorité relevant du ministère de la Construction, il s'agit de la plus grande catastrophe dans l'histoire de l'industrie de la construction au Viêt Nam.

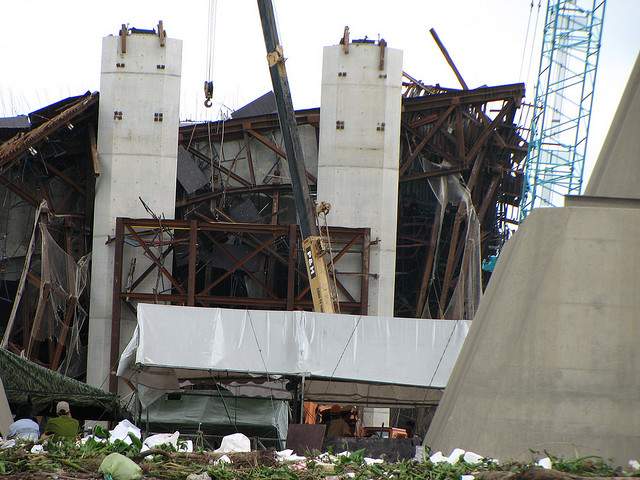
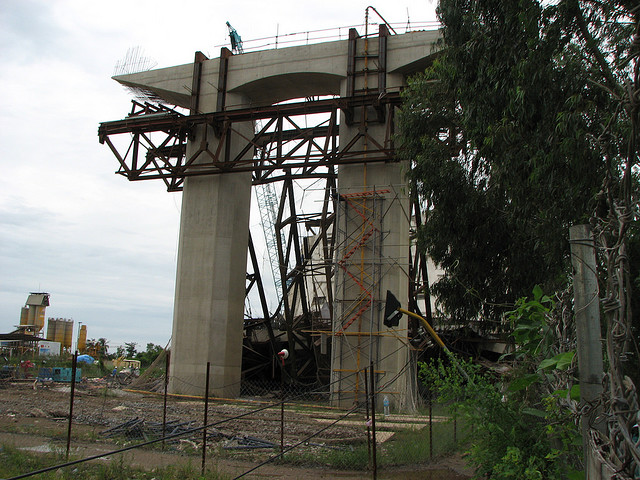
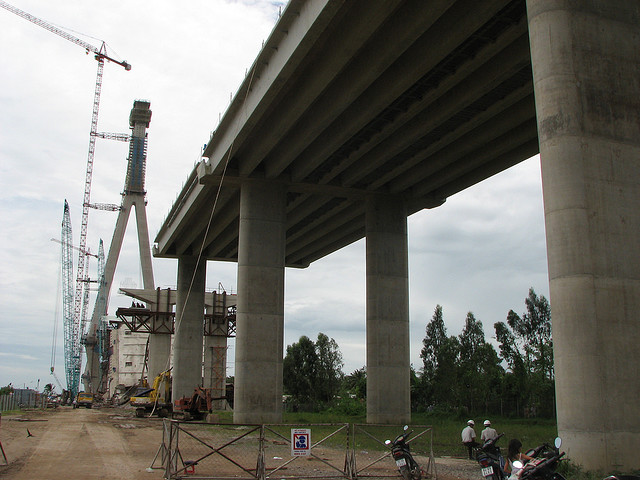
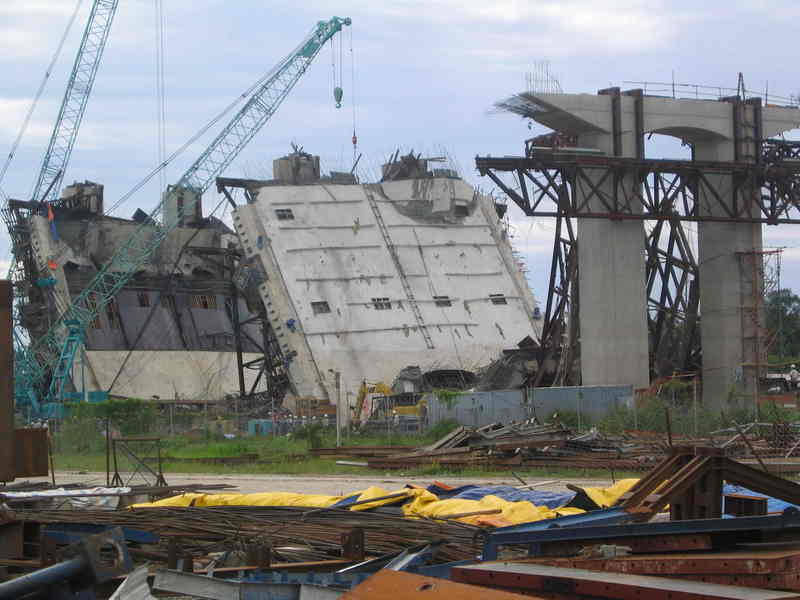

## Sources et références
- (en) Cet article est partiellement ou en totalité issu de l’article de Wikipédia en anglais intitulé « Cần Thơ Bridge » (voir la liste des auteurs).

1. 1 2 3  (en) « Bridge to spur Mekong growth », sur Vietnamnews.vnanet.vn (consulté le 7 juin 2010).
2. ↑  (en) « Can Tho Bridge open to traffic », sur English.vietnamnet.vn (consulté le 7 juin 2010).
3. ↑  (en) « Inauguration of Can Tho Bridge, linking a range of transport », sur Vnpress.org (consulté le 7 juin 2010).
4. ↑  (en) « Can Tho Bridge », sur Chodai.co.jp (consulté le 7 juin 2010).
5. ↑  (en) « 52 dead, 97 hospitalized in bridge collapse in Vietnam », sur Xinhuanet.com (consulté le 7 juin 2010).
6. ↑  (en) « Vietnam's bridge toll rises to 49 -Minister », sur Reuters.com (consulté le 7 juin 2010).
7. 1 2  (vi) « 8 giờ sáng 26-9, sập nhịp dẫn cầu Cần Thơ: Thảm họa lớn nhất lịch sử ngành xây dựng Việt Nam », sur Sggp.org.vn (consulté le 7 juin 2010).